# 高池乡
高池乡，是中华人民共和国四川省广元市剑阁县曾经下辖的一个乡。2020年5月，撤销高池乡，将原高池乡灯塔村、青荣村、牌坊村、高池村、高塔村、庄子村、作坊村、胜利村、杨岭村所属行政区域划归开封镇管辖。原高池乡大营村所属行政区域为义兴镇的行政区域

## 行政区划
高池乡撤销前下辖以下地区：
高池村、胜利村、作坊村、大营村、庄子村、高塔村、牌坊村、青荣村、灯塔村和杨岭村。